# Orbaizeta
Orbaizeta (auch: Orbaitzeta, spanisch Orbaiceta) ist ein Ort und eine Gemeinde im baskischsprachigen Teil der Autonomen Gemeinschaft Navarra mit 187 Einwohnern (Stand: 2024).

## Lage
Orbaizeta liegt etwa 39 Kilometer nordöstlich von Pamplona an der Grenze zwischen Frankreich und Spanien in einer Höhe von ca. 765 m.

## Sehenswürdigkeiten

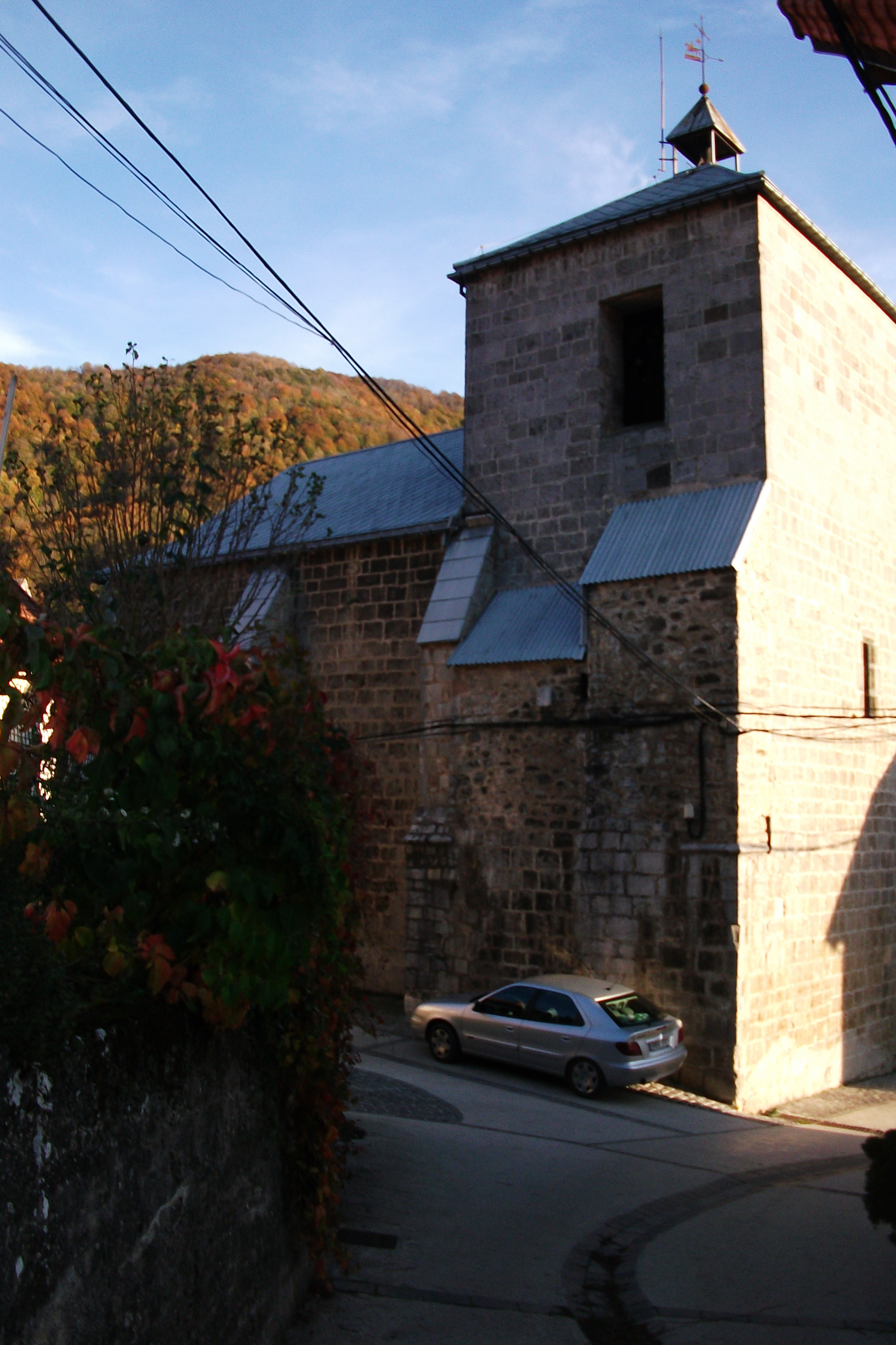
Peterskirche

- Peterskirche